# HMS Thistle (N24)
«Тісл» (N24) (англ. HMS Thistle (N24) — військовий корабель, підводний човен 1-ї серії типу «T» Королівського військово-морського флоту Великої Британії часів Другої світової війни.

## Історія створення
Підводний човен «Тісл» був закладений 7 грудня 1937 року на верфі компанії Vickers-Armstrongs у Барроу-ін-Фернесі. 25 жовтня 1938 року він був спущений на воду, а 4 липня 1939 року увійшов до складу Королівських ВМС Великої Британії. 

## Історія служби
Човен нетривалий час встигнув взяти участь у бойових діях на морі в Другій світовій війні. 10 квітня 1940 року потоплений німецьким підводним човном U-4 неподалік від норвезького містечка Скуденес.
О 01:57 10 квітня 1940 року німецький підводний човен U-4 помітив ворожий підводний човен у квадраті AN 3123 (приблизно 59º03'N, 05º11'E). Це був «Тісл», який, мабуть, заряджав свої батареї, рухаючись курсом 355º, на швидкості 5 вузлів. О 02:13 U-4 вистрілив торпеду G7a з відстані 400 метрів, але промахнувся, другу торпеду G7e німецька субмарина вистрілила з 250 метрів і влучила прямим пострілом. «Тісл» вибухнув та швидко затонув. Вцілілих на борту британського підводного човна не було.